# Kunstverein Langenfeld
Der Kunstverein Langenfeld wurde 1983 gegründet. Er hat die Rechtsform eines eingetragenen Vereins und widmet sich der Förderung der zeitgenössischen Kunst. 

## Geschichte
Der Kunstverein wurde 1983 als Künstlervereinigung Langenfeld von Norbert Schindler und Beate Domdey-Fehlau gegründet. 2006 wurde die Vereinigung in Kunstverein umbenannt. Seit 2000 betreibt der Kunstverein den „Kunstraum“ mit fünf bis sieben Ausstellungen pro Jahr. Im besonderen Focus stehen die Förderung von Künstlern der Region, internationale Künstlerfreundschaften und die Zusammenarbeit mit der Kunstakademie Düsseldorf. Der Kunstverein hat ca. 200 Mitglieder. Er bietet Vorträge, gemeinsame Atelierbesuche, Exkursionen und Workshops an. Der Kunstverein ist Mitglied in der Arbeitsgemeinschaft Deutscher Kunstvereine (ADKV). Vorsitzender ist seit 1994 Felix Fehlau. Die künstlerische Leitung liegt in den Händen von Beate Domdey-Fehlau.

## Ausgestellte Künstler (Auswahl)
- Emil Schumacher
- Bernard Schultze
- Antonius Höckelmann
- Karl Otto Götz
- Rolf Escher
- Ursula Schultze-Bluhm
- Rudolf Schoofs
- Otto Herbert Hajek
- Gerd Winner
- Heinz Mack
- Jimmi D. Paesler
- Otto Piene
- Adolf Luther
- Gerhard Vormwald
- Georg Meistermann
- Horst Gläsker
- Rainer Junghanns
- Ben Willikens
- Kai Richter
- Jan Schüler,
- Thomas Baumgärtel
- Eduardo Chillida
- Joan Miró
- Antonio Saura
- Antoni Tàpies
- Klaus Staeck
- Harald Naegeli
- Udo Dziersk

## Publikationen (Auswahl)
- etwas verändert sich.... Ein Kunstprojekt des Vereins zur Förderung der Rheinischen Kliniken Langenfeld e.V. und der Künstlervereinigung Langenfeld, ohne ISBN.
- Otto Herbert Hajek, Horizonte. Ausstellungskatalog, Kunstverein Langenfeld, 2006, ISBN 978-3-930232-55-0.
- Heinz Mack, Farbe und Rhythmus. Ausstellungskatalog, Kunstverein Langenfeld, 2008, ISBN 978-3-9812690-0-0.
- Geschmack des Salzes. Künstler aus Pula im Kunstverein Langenfeld, 2011, ohne ISBN.